# Казаково (Алнашский район)
Казаково — деревня в Алнашском районе Удмуртии, входит в Ромашкинское сельское поселение. Находится в 4 км к юго-востоку от села Алнаши и в 87 км к юго-западу от Ижевска.
Население на 1 января 2008 года — 318 человек.

## История
Впервые упоминается в 1710 г. Устаревшее название Верхняя Шудья . 
До 1751 года жители деревни Казакова числились прихожанами Казанско-Богородицкой церкви села Можга, а после открытия прихода в селе Алнаши — Свято-Троицкой церкви. По итогам десятой ревизии 1859 года в 30 дворах казённой деревни Шудья-Казаково Верхняя (Казаково) Елабужского уезда Вятской губернии проживало 104 жителя мужского пола и 108 женского.
В 1921 году, в связи с образованием Вотской автономной области, деревня передана в состав Можгинского уезда. В 1924 году при укрупнении сельсоветов она вошла в состав Алнашского сельсовета Алнашской волости, а в 1925 году передана в Кучеряновский сельсовет. В 1929 году упраздняется уездно-волостное административное деление и деревня причислена к Алнашскому району. В 1929 году в деревне Казаково образован колхоз «имени Крупской».
- Ананьев Максим Ананьевич (1872 г.р.) — кулак.
- Ананьева Антонина Алексеевна (1914 г.р.) — член семьи кулака.
- Ананьев Алексей Максимович — член семьи кулака.
- Зотова Евдокия Максимовна — член семьи кулака.
- Зотов Максим Зотович (1888 г.р.) — член семьи кулака.
- Зотов Никита Зотович (1898 г.р.) — член семьи кулака.
- Зотова Агафья Максимовна (1923 г.р.) — член семьи кулака.
- Зотова Вера Никитична (1927 г.р.) — член семьи кулака.
- Зотов Аркадий Никитович (1932 г.р.) — член семьи кулака.
- Зотов Аркадий Никитович (1932 г.р.) — колхозник. Арестован 11 октября 1952 года. Приговор: 25 лет.
- Евсеев Зот Евсеевич (1870 г.р.) — кулак.
- Макаров Иван Егорович (1908 г.р.) — колхозник. Арестован 18 октября 1952 года. Приговор: дело прекращено.

В 1950 году в результате объединения колхозов соседних деревень образован укрупнённый колхоз «имени Крупской», с центральной усадьбой в деревне Казаково. В 1958 году колхозы «имени Пушкина» и «имени Крупской», объединены в колхоз «Россия», который в 1963 году был переименован в колхоз «Правда», центральная усадьба колхоза размещалась в деревне Старая Шудья. В 1958 году деревня перечислена в Алнашский сельсовет.
В 1991 году Алнашский сельсовет разделён на Алнашский и Ромашкинский сельсоветы, деревня передана в состав нового сельсовета. По решению общего собрания колхозников деревень Казаково и Шишкино от 10 февраля 1992 года эти деревни отделились от колхоза «Правда» и образовали колхоз «Казаково».
16 ноября 2004 года Ромашкинский сельсовет был преобразован в муниципальное образование «Ромашкинское» и наделён статусом сельского поселения.

## Социальная инфраструктура
- Казаковская начальная школа — 20 учеников в 2008 году[12]
- Казаковский детский сад

## Люди, связанные с деревней
- Игнатьев Иван Карпович — уроженец деревни, призван Алнашским РВК в июле 1941 года. Участник парада Победы 24 июня 1945 года. Награждён Орденом Отечественной войны II степени, фронтовыми медалями[13].